# Wolfgang Bogen
Wolfgang Bogen (* 18. Januar 1928 in Berlin) ist ein deutscher Erfinder, Unternehmer, Wirtschaftsberater und ehemaliger Politiker (REP).

## Leben
Bogen erfand die Fibonacci-Börsenzyklik zur Analyse der Zyklen beim DAX, Dow und Gold. Zudem hält er mehrere Patente für Tonabnehmer, war ab 1951 Inhaber einer Firma für Tonband- und Magnetbandgeräte und ist derzeit als Wirtschaftsberater in Berlin tätig. Darüber hinaus war er Vorsitzender des Deutschen Erfinder-Verbandes sowie stellvertretender Vorsitzender der Berliner Elektroindustrie und Vizepräsident des Vereins Berliner Kaufleute und Industrieller (VKBI). 
Bogen war zunächst Mitglied des Wirtschaftsrates der CDU. Später wurde er dann Mitglied der Republikaner. Er war deren Kreisvorsitzender in Berlin-Zehlendorf und wurde in den Landesvorstand in Berlin gewählt. Von 1989 bis 1990 war er Mitglied des Abgeordnetenhauses von Berlin.

## Auszeichnungen
- 1976: Bundesverdienstkreuz am Bande
- 1977: Rudolf-Diesel-Medaille in Silber des Deutschen Instituts für Erfindungswesen